# Méav Ní Mhaolchatha
Méav Natalie Aoife Siobhan Ní Mhaolchatha (* 26. Januar etwa 1971 in Donnybrook, County Dublin, Irland) ist eine irische Sängerin, welche vor allem Irish Folk singt. Sie war Gründungsmitglied der Gruppe Celtic Woman. Sie singt auf Englisch, Irisch, Französisch und Latein.

## Leben
Méav besuchte eine Schule, in der sie auf Irisch unterrichtet wurde. Sie studierte vier Jahre am Trinity College und beendete ihr Studium mit einem Abschluss in Jura. Anschließend erwarb sie eine Qualifikation in Arts Administration und organisierte für ein Musik-Netzwerk kulturelle Veranstaltungen.

## Musikkarriere
Von 1994 bis 1998 war Méav Mitglied des irischen Kammerchors Anúna. Mit Anúna ging sie auf internationale Tourneen und nahm vier Alben auf: Omnis, Deep Dead Blue und Behind the Closed Eye. Eine Kompilation ihrer Arbeit als Solistin im Chor wurde 2006 unter dem Namen Celtic Dreams veröffentlicht. Anschließend tourte sie als Solistin mit dem RTÉ Concert Orchestra durch die USA. Sie tourte auch mit Lord of the Dance durch Südafrika und gab Konzerte in Japan und Südkorea.
Méav war 2004 Gründungsmitglied der Gruppe Celtic Woman. Sie sang Celtic Woman, A Christmas Celebration, und A New Journey. 2005 verließ Méav wegen ihrer Schwangerschaft die Gruppe bis zur Geburt ihrer ersten Tochter. Danach kehrte sie für die Aufnahme der CD und DVD New Journey zurück und tourte mit der Gruppe 2006 und durch die USA und Japan. Sie singt auch auf The Greatest Journey.
Nach der 2007 mit Celtic Woman aufgenommenen Christmas DVD aus The Helix verließ Méav Celtic Woman, um sich auf ihre Solo-Karriere zu konzentrieren. Sie gab mehrere Solokonzerte in Neuengland.
2009 kehrte sie mit einem Auftritt auf die Bühnen in ihrer Heimatstadt Dublin zurück und wurde dabei von Kritikern hoch gelobt. Im selben Jahr brachte sie ihre zweite Tochter Catherine zur Welt und nahm "Where the Sunbeams Play" für den Disneyfilm Tinker Bell and the Lost Treasure auf.
2010 war sie Special Guest bei Órla Fallons Keltischem Weihnachtskonzert in Nashville. Sie sang mit ihr im Duett Do You Hear What I Hear? und solo O Holy Night, begleitet von der Harfe. Außerdem sang sie den Finalsong Here We Come A-wassailing mit dem gesamten Chor und den amerikanischen Gesangsstars David Archuleta und Vince Gill. Dieses Konzert wurde auf PBS ausgestrahlt und auf CD und DVD veröffentlicht.
Méav sang auf dem Konzert von World Music namens Divinas mit Yulia Townsend und der israelischen Sängerin Rita auf Schloss Chambord. Méav hat auch als Gastsolistin am Weihnachtsalbum Home for Christmas der Celtic Woman mitgewirkt. Dies war die erste Zusammenarbeit, seit sie die Gruppe 2007 verlassen hatte. Méav hat das Fernsehspecial Quest: Beyond the Stars im Januar 2012 in den Abbey Road Studios aufgenommen. Im Herbst 2013 wurde ihr neues Soloalbum The Calling bei Warner Music veröffentlicht.

## Familie
Méav ist mit ihrem Mann Tom verheiratet. Sie hat zwei Töchter namens Anna und Catherine.